# Worcester megye (Maryland)
Worcester megye az Amerikai Egyesült Államokban, azon belül Maryland államban található. Megyeszékhelye Snow Hill, legnagyobb városa Ocean City. Lakosainak száma 52 460 fő (2020. április 1.). Worcester megye Accomack, Somerset, Sussex és Wicomico megyékkel határos.

## Népesség
A megye népességének változása:
| Lakosok száma | 51 470 | 51 425 | 51 567 | 51 620 | 51 540 | 52 460 |
|               | 2010   | 2011   | 2012   | 2013   | 2015   | 2020   |